# Pedro Fernández Cantero
Pedro Fernández Cantero (Concepción, 29 aprile 1946 – Granada, 21 novembre 2020) è stato un calciatore paraguaiano, di ruolo difensore.

## Caratteristiche tecniche
Caratterizzato da uno stile di gioco intenso e duro, è ricordato come un giocatore molto falloso.

## Palmarès

### Club

#### Competizioni nazionali
- Coppa di Spagna: 1

Barcellona: 1967-1968